# Seegefecht bei den Shetland-Inseln
Helgoland (1914) – 22. September 1914 – Texel – Yarmouth – Scarborough, Hartlepool und Whitby – Cuxhaven – Doggerbank (1915) – Noordhinder Bank – Doggerbank (1916) – 29. Februar 1916 – Yarmouth und Lowestoft – Skagerrak – 19. August 1916 – Kanal (1916) – Kanal (1917) – Shetland-Inseln – Helgoland (1917) – Bergen – Seebrügge und Ostende – Tondern
Das Seegefecht bei den Shetland-Inseln fand während des Ersten Weltkrieges am 17. Oktober 1917 im Ausgang der Nordsee etwa 65 Seemeilen östlich von Lerwick statt. Zwei deutsche Minenkreuzer griffen in den Morgenstunden einen von britischen Streitkräften eskortierten Geleitzug an und versenkten dabei zwei britische Zerstörer und neun neutrale Handelsschiffe.

## Hintergrund
Im Herbst 1917 hatten die Erfolge der deutschen U-Bootsoffensive gegen die Versorgungsschifffahrt der Entente bereits ihren Zenit überschritten, und die deutsche Admiralität beabsichtigte, den U-Booten durch überraschende Überwasserangriffe unter die Arme zu greifen. Eine günstige Gelegenheit stellten Geleitzüge dar, die zwischen Großbritannien und Norwegen pendelten und dabei Kohle nach Norwegen und Eisen- und Holzprodukte nach Großbritannien brachten. Obwohl diese Geleitzüge ausreichend gegen U-Boote geschützt waren und bereits einige U-Boot-Angriffe abgewehrt hatten, waren die wenigen leichten Begleitfahrzeuge kaum eine Bedrohung für größere Überwasserschiffe. Die Geleite am Ausgang der Nordsee boten trotz der Nähe zum wichtigsten britischen Flottenstützpunkt Scapa Flow und anderen Flottenbasen einen der wenigen Ansatzpunkte für einen Überwasserangriff, der nicht jenseits der britischen Blockadelinien lag. Obwohl Gruppen britischer Kreuzern in diesem Seegebiet patrouillierten, fuhren sie stets getrennt von den Geleitzügen und konnten nicht unmittelbar eingreifen. Zu diesem Zweck wurden die beiden Minenkreuzer Brummer (unter Fregattenkapitän Max Leonhardi) und Bremse (unter Fregattenkapitän Siegfried Westerkamp) ausgesucht, die neben ihrer hohen Dauergeschwindigkeit eine große Ähnlichkeit mit britischen leichten Kreuzern der Arethusa-Klasse ins Feld führen konnten.

Die britische Admiralität wusste aus entschlüsselten deutschen Funksprüchen, dass die beiden Kreuzer den Hafen verlassen hatten, vermutete jedoch aufgrund der besonderen Eigenschaften der beiden Schiffe, dass sie zum Minenlegen ausgelaufen seien. Deshalb erhielt Admiral David Beatty, der zu diesem Zeitpunkt die Grand Fleet kommandierte, auch keine Meldung davon und genehmigte das Auslaufen eines Geleitzuges für den 16. Oktober aus Bergen, der zwölf Handelsschiffe umfasste und zum Schutz gegen U-Boote von den britischen Zerstörern Mary Rose und Strongbow sowie den bewaffneten Trawlern Elise und P. Fannon eskortiert wurde.

## Das Gefecht
Bei Tagesanbruch um 6 Uhr befand sich das Geleit, das einen westlichen Kurs steuerte, etwa 65 Seemeilen östlich von Lerwick auf den Shetland-Inseln. Aufgrund von Nebel betrug die Sichtweite nur etwa 4.000 m. Mary Rose, das Flaggschiff des Geleitzuges, bildete die Spitze, während Strongbow dem Geleit folgte. Strongbow sichtete zwei schnell näherkommende Kreuzer von hinten, die zuerst aufgrund ihrer Silhouette und des dunkelgrauen Anstrichs für eigene Schiffe gehalten und per Morselampe mit Erkennungssignal angesprochen wurden. Obwohl das Signal nicht korrekt beantwortet wurde, stellte man zunächst keine Gefechtsbereitschaft her. Auf deutscher Seite hielt man den britischen Zerstörer erst für einen Kreuzer. Um 06:06 Uhr eröffnete Brummer auf 3.000 m Entfernung  das Feuer auf Strongbow, die britischen Zerstörer drehten daraufhin auf die Deutschen zu, gefolgt von Elise. Mit der zweiten Salve der Brummer erhielt Strongbow mehrere schwere Artillerietreffer, welche die Hauptdampfleitung beschädigten und das Funkgerät zerstörten. Die Brücke wurde verwüstet, und der Kommandant wurde schwer verwundet. Der Zerstörer wurde kurz darauf nach weiteren Treffern manövrierunfähig.
Die Kreuzer beschossen nun die Handelsschiffe, bevor kurz darauf die Mary Rose in Sicht kam. Auf sie wurde um 06:40 Uhr das Feuer eröffnet, der Zerstörer wehrte sich mit gut gezieltem Artilleriefeuer, aber nur Brummer wurde am Vorschiff getroffen und geringfügig beschädigt. Mary Rose erhielt bis 07:03 Uhr 15 Artillerietreffer und erwiderte danach das Feuer nicht mehr. Bremse ging bis auf 500 m heran und versenkte den kampfunfähigen Zerstörer. Dann richteten die Kreuzer erneut ihre Feuerkraft auf die außer Gefecht gesetzte Strongbow. Elise hatte mittlerweile in den Kampf eingegriffen und versuchte, die Besatzung der Strongbow zu bergen. Sie musste sich aber vor dem überlegenen Feuer der Kreuzer außer Reichweite zurückziehen. Danach zerstörten die Deutschen in kurzer Zeit neun neutrale Handelsschiffe, dänischer, schwedischer und norwegischer Herkunft.
Die deutschen Schiffe hatten während des ganzen Angriffs erfolgreich den Funkverkehr der Briten gestört, so dass keine Notrufe abgesetzt werden konnten. Da man sich nicht sicher war, ob möglicherweise doch ein Hilferuf abgegangen war und man außerdem glaubte, ein feindliches U-Boot gesichtet zu haben, traten die beiden Kreuzer nach der Versenkung der neun Handelsschiffe den Rückmarsch an und verzichteten auf eine weitere Verfolgung. Zwei britische und ein belgisches Handelsschiff sowie die beiden Trawler entgingen der Zerstörung. Die Rettung der Schiffbrüchigen überließen die Deutschen den Schiffsbooten und den entkommenen Schiffen. Die kampfunfähige Strongbow hielt sich noch bis 09:30 Uhr über Wasser. Die Trawler kehrten nach dem Abdrehen der Deutschen bald zurück, um die Boote der Handelsschiffe beim Bergen von Überlebenden zu unterstützen. Erst bei Einlaufen der entkommenen Handelsschiffe gegen 15:50 Uhr desselben Tages in den Hafen von Lerwick einliefen, erhielt die Royal Navy Kenntnis von dem Vorfall. Brummer und Bremse erreichten ohne weitere Zwischenfälle ihren Stützpunkt.

## Verluste
Versenkt wurden neben den beiden Zerstörern die folgenden Handelsschiffe mit insgesamt 10.248 BRT. Die Zahl in Klammern gibt die bestätigten Todesopfer an.
- Margrethe (DK), 1.245 BRT
- Stella (DK), 836 BRT
- Habil (N), 636 BRT
- Dagbjørg (N), 98 BRT
- Silja (N), 1.236 BRT (3)
- Sørhaug (N), 1.007 BRT (1)
- Kristine (N), 568 BRT (11)
- Visbur (S), 962 BRT
- H. Wicander (S), 1.256 BRT (19)

Neben den beiden Trawlern entkamen:
- Benclugh (GB)
- City of York (GB)
- Lonionier (B)

Von den jeweils etwa 80 Mann starken Besatzungen der britischen Zerstörer überlebten von Strongbow 48, darunter der Kommandant und drei Offiziere. Von Mary Rose überlebten nur zehn Männer, darunter zwei Offiziere. Von den Besatzungen der versenkten Handelsschiffe wurden laut britischen Angaben etwa 190 Männer getötet, mindestens 50 weitere verwundet. Andere Quellen bestätigen mindestens 35 Todesopfer unter den zivilen Seeleuten. Von britischer Seite wurden Vorwürfe laut, die Deutschen hätten auf Schiffbrüchige und Rettungsboote geschossen, was jedoch von deutscher Seite abgestritten wurde und wohl nicht mehr mit letzter Sicherheit geklärt werden kann. Auf deutscher Seite gab es keine Verluste.

## Auswirkungen
Der überraschende Angriff durch deutsche Überwasserschiffe sowie ein weiterer Schlag gegen einen nach Skandinavien gehenden Geleitzug im Seegefecht vor Bergen am 12. Dezember desselben Jahres, als vier deutsche Zerstörer vor Bergen ein von Lerwick nach Bergen laufendes Geleit angriffen und einen Zerstörer, vier Trawler sowie sechs Handelsschiffe versenkten, zwang die Briten dazu, für einen besseren Schutz gegen Überwasserangriffe zu sorgen. Als Reaktion darauf begannen die Briten, schwerere Schiffseinheiten zur Begleitung der Geleitzüge einzusetzen. Obwohl diese Geleitzüge seltener fuhren, waren sie besser gesichert. Die Deutschen stellten nach einem weiteren Angriffsversuch gegen ein Geleit aus Skandinavien im Frühjahr 1918, der an den verstärkten Eskorten scheiterte, ihre kurzlebige Überwasseroffensive wieder ein und überließen den Handelskrieg den U-Booten und Hilfskreuzern, zu weiteren Gefechten in der Nordsee kam es danach kaum noch.
Neben den Vorwürfen, hilflose Schiffbrüchige beschossen zu haben, wurde den Deutschen vorgehalten, dass sie neutrale Handelsschiffe versenkt hätten, ohne den Besatzungen Gelegenheit zu geben, sich in die Rettungsboote zu begeben. Offiziell begründeten die Deutschen das später mit der Notwendigkeit, den Gegner am Absetzen von Notrufen zu hindern. Außerdem argumentierten sie, dass Neutrale, die britische Fracht transportierten, den Schutz britischer Schiffe in Anspruch nähmen und mit an Bord befindlichen Geschützen auf die Deutschen feuerten, nicht neutral seien, sondern für den Gegner Partei ergriffen. Die Kommandanten und Besatzungen der beiden britischen Zerstörer wurden ob ihres Angriffs gegen eine starke Übermacht von der Presse und der Admiralität sehr gelobt, obwohl auch Überlegungen laut wurden, die Eskorten hätten sich besser zurückziehen sollen, um den Gegner von den Handelsschiffen abzulenken und Hilfe herbeizurufen.